# ND Stevenson
ND Stevenson, pseudonimo di Nate Diana Stevenson (nato Noelle Diana Stevenson; Columbia, 31 dicembre 1991), è un fumettista statunitense.
È noto principalmente per il webcomic Nimona divenuto successivamente una graphic novel e adattato nell'omonimo film di animazione per Netflix nel 2023.

## Vita privata

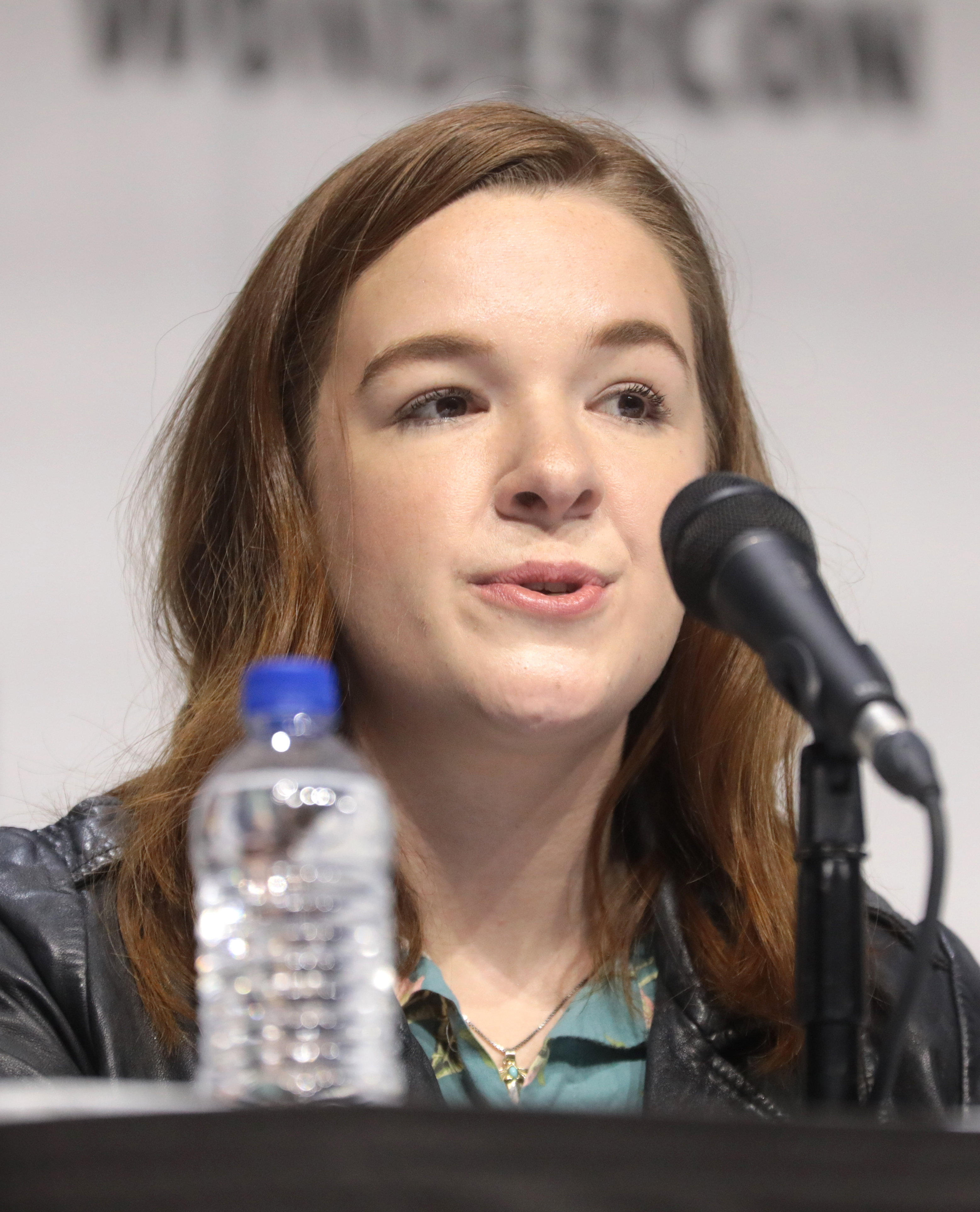
ND Stevenson (al tempo Noelle) nel 2019

Attribuitogli il genere femminile alla nascita, Stevenson è una persona transgender e si identifica come non binario, usando privatamente pronomi personali neutri. Ha sposato la collega Molly Knox Ostertag nel settembre 2019.